# 太儀
太儀，是中國唐朝公主之母的稱號、宋朝後宮嬪御位號之一。

## 唐朝
太儀一號始於唐朝，是唐德宗貞元六年（790年）秋七月丙寅，大臣張薦所制定，對於公主之母的封號，相對於親王之母的太妃。而有關於請定公主之母之稱的請定公主母稱號狀 （页面存档备份，存于），是吏部郎中柳冕所寫，其中寫道：「公主母既因女貴，伏請降王母一等，命為太儀，各以公主本封加太儀之上，其品位同。儀者取母儀之盛；太者，請因子而尊。」因此，太儀的封爵與其所生公主相同，但地位低於親王之母的太妃。

## 宋朝
宋朝時，太儀改為皇帝後宮嬪御的位號，為九嬪之一。